# Sørfjorden
Sørfjorden est une localité du comté de Nordland, en Norvège.

## Géographie
Administrativement, Sørfjorden fait partie de la kommune de Rødøy.